# Pustelnik rdzawogardły
Pustelnik rdzawogardły (Glaucis hirsutus) – gatunek małego ptaka z rodziny kolibrowatych (Trochilidae). Występuje w północnej i środkowej części Ameryki Południowej, Panamie i na kilku wyspach Karaibów.
Systematyka i zasięg występowania
Blisko spokrewniony z pustelnikiem spiżowym (G. aeneus), niekiedy były uznawane za jeden gatunek. Wyróżnia się dwa podgatunki G. hirsutus:
- G. h. insularum Hellmayr & Seilern, 1913 – Grenada, Trynidad, Tobago;
- G. h. hirsutus (J.F. Gmelin, 1788) – Panama i zachodnia Kolumbia przez Wenezuelę, region Gujana po Brazylię i północną Boliwię.

Morfologia
Mierzy 10–12 cm, masa ciała: samce 5–8,2 g, samice 5,5–8,5 g. Dziób ma 3,3 cm długości i jest silnie zakrzywiony. Zgniłozielony wierzch ciała, brązowy kuper i czarny ogon z białym zakończeniem kontrastują z pomarańczową piersią i opalizującymi, czarnymi skrzydłami. Krótkie, różowe nóżki na brudnobiałym brzuszku.
Ekologia i zachowanie
Jego środowiskiem są wilgotne lasy subtropikalne oraz tropikalne.
Samica składa 2 jaja do przypominającego kubeczek gniazda. Inkubacja trwa 17 dni. Pisklęta są opierzone po 23 dobach. W okresie lęgowym samce są agresywne, ale pomagają samicy budować gniazdo; nie uczestniczą jednak w inkubacji.
Status
Międzynarodowa Unia Ochrony Przyrody (IUCN) uznaje pustelnika rdzawogardłego za gatunek najmniejszej troski (LC – least concern) nieprzerwanie od 1988 roku. W 1996 roku ptak ten opisywany był jako „dość pospolity”. W 2019 roku organizacja Partners in Flight szacowała, że liczebność światowej populacji mieści się w przedziale 5–50 milionów dorosłych osobników, a trend liczebności populacji oceniała jako umiarkowanie spadkowy.